# Total Drama World Tour

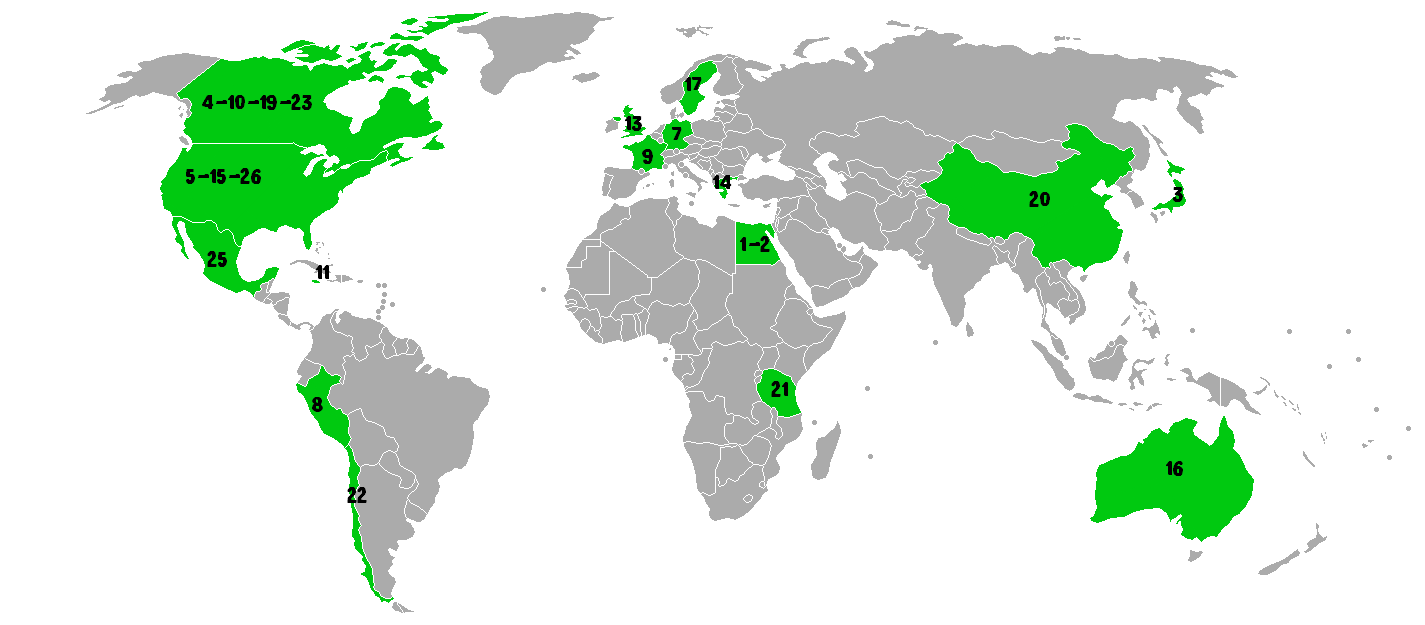
Plaatsen bezocht in de Total Drama World Tour

Total Drama World Tour (originele naam is Total Drama, the Musical) is een Canadese animatieserie uit 2010, geproduceerd door Fresh TV en uitgezonden op Teletoon. Het is de derde van de Total Drama-series. De serie telt 26 afleveringen.

## Inhoud
In hoofdlijnen is de plot van de serie gelijk aan die van de vorige series; 18 deelnemers strijden tegen elkaar voor een prijs van 1 miljoen Canadese dollars. Anders dan bij de vorige series worden de deelnemers nu verdeeld over drie teams in plaats van twee: team Victory, Team Amazon en Team Chris is Really Really Really Really Hot. De namen van de Teams zijn gekozen door de teamleden zelf.
De serie speelt zich niet af op 1 vaste locatie, maar op verschillende plekken over de hele wereld. Met een Jumbojet (waar van alles aan lijkt te mankeren) reist de groep de wereld over. In het vliegtuig vinden na elke ronde de eliminaties plaats. Wie weggestemd wordt, moet een zogenaamde “val van schaamte” (drop of shame) maken door met een parachute uit het vliegtuig te springen.
Een extra opdracht in de serie, die elk moment aan de deelnemers kan worden opgelegd, is het tonen van hun zangkunsten. Wanneer presentator Chris het teken geeft moeten de deelnemers spontaan een lied improviseren, of riskeren dat ze worden weggestuurd.
Ondanks hun naam, brengt Team Victory het er het slechtst vanaf. Ze verliezen bijna alle eerste rondes, waardoor het hele team reeds naar huis is gestuurd tegen de tijd dat de teams worden opgeheven en samengevoegd.

## Deelnemers
Onder de deelnemers bevinden zich 15 personages uit de vorige twee series: Owen, Izzy, Duncan, Courtney, Bridgette, Gwen, Cody, Harold, Noah, Lindsay, DJ, Heather, LeShawna, Ezekiel, and Tyler. Verder doen er drie nieuwe personages mee: Alejandro, Sierra, en Blaineley. Alejandro komt uit Spanje en is populair bij de meiden. Sierra is een Superfan van Total Drama en is verliefd op Cody. Blaineley is een tv-presentatrice. Zij kwam pas in het spel in aflevering 19 door het per ongeluk winnen van de "Second Chance" proef in aflevering 18. Duncan keerde in aflevering 13 terug en werd geplaatst in Team Chris is Really Really Really Really Hot als een troostprijs omdat zij de proef hadden verloren. Sierra werd geëlimineerd vanwege het opblazen van de Total Drama Jumbo Jet terwijl Alejandro eigenlijk was weggestemd met 3 van de 4 stemmen. Heather heeft gewonnen in Nederland maar in 2013 won Alejandro wel.
| Plaats | Naam      | Team     | Uitslag                                                                                                 |
| ------ | --------- | -------- | --- |
| 1      | Alejandro | Chris    | Winnaar (CAN, NL 2013)/ Tweede (AU, VS, AZIE, NL 2010)                                                  |
| 2      | Heather   | Amazone  | Tweede (CAN, NL 2013) / Winnaar (AU, VS, AZIE, NL 2010)                                                 |
| 3      | Cody      | Amazone  | Haalde de finale, maar verloor daar van Heather en Alejandro                                            |
| 4      | Sierra    | Amazone  | Weggestuurd wegens het opblazen van de Total Drama Jumbo Jet in aflevering 23, ook al had ze immuniteit |
| 5      | Duncan    | Chris    | Stopte in aflevering 1 al, maar keerde in aflevering 13 terug. Weggestemd in aflevering 21.             |
| 7/6    | Courtney  | Amazone  | Weggestemd in aflevering 20                                                                             |
| 7/6    | Blaineley | Geen     | Debuteerde pas in aflevering 19. Weggestemd in aflevering 20                                            |
| 8      | Owen      | Chris    | Weggestemd in aflevering 19                                                                             |
| 9      | Gwen      | Amazone  | Weggestemd in aflevering 16                                                                             |
| 10     | Tyler     | Chris    | Weggestemd in aflevering 15                                                                             |
| 11     | Noah      | Chris    | Weggestemd in aflevering 13                                                                             |
| 12     | DJ        | Victorie | Geëlimineerd in aflevering 11                                                                           |
| 13     | Izzy      | Chris    | Moest om medische redenen vertrekken in aflevering 11                                                   |
| 14     | Lindsay   | Victorie | Geëlimineerd in aflevering 9                                                                            |
| 15     | LeShawna  | Victorie | Weggestemd in aflevering 7                                                                              |
| 16     | Bridgette | Victorie | Weggestemd in aflevering 4                                                                              |
| 17     | Harold    | Victorie | Vertrok uit zichzelf in aflevering 3                                                                    |
| 18     | Ezekiel   | Victorie | Weggestemd in aflevering 2                                                                              |

## Bezochte landen
- Egypte
- Japan
- Canada
- Verenigde Staten
- Duitsland
- Peru
- Frankrijk
- Jamaica
- Verenigd Koninkrijk
- Griekenland
- Australië
- Zweden
- Volksrepubliek China
- Tanzania
- Chili
- Mexico

## Nederlandse cast
- Chris McLean - Robin van der Velden
- Heather - Isa Hoes
- Sierra - Marlies Somers
- Owen - Stephan Evenblij
- Leshawna - Joanne Telesford
- Gwen - Meghna Kumar
- Trent - John Vooijs
- Eva - Kiki Koster
- Izzy - Donna Vrijhof
- Justin - Levi van Kempen
- Noah - Florus van Rooijen
- Duncan - Jim Bakkum
- DJ - André Accord
- Geoff - Antonie Kamerling
- Courtney - Ingeborg Wieten
- Alejandro - Ruud Feltkamp
- Lindsay - Annika van Bruggen